# 江勝昌
江勝昌（英語：Charles Chiang，1964年—2020年7月7日），微星科技執行長，總經理。於2020年7月7日墜樓，送醫不治，享年56歲

## 簡歷
江勝昌畢業於交通大學電子研究所，曾在揚智科技擔任協理。1999年加入微星，曾在研發本部、桌上型PC平台產品等事業部工作，后担任桌上型平台事業本部總經理。2009年起担任微星董事会董事。2019年1月接任微星總經理兼執行長。